# قلعة بم
كانت قلعة بم (بالفارسية: ارگ بم) أكبر بناء من الطوب في العالم، وتقع في مدينة بم في كرمان في جنوب شرق إيران. وقد أدرجت منظمة اليونسكو القلعة كأحد مواقع التراث العالمي بمسمى «بم ومشهدها الثقافي».
كان البناء بأكمله عبارة عن حصن كبير تقع القلعة في وسطه، لكن وبسبب مظهر القلعة المثير للإعجاب، والتي تشكل أعلى نقطة في الموقع، أطلق على الحصن كله اسم «قلعة بم».
يعود أصل هذا المعقل الواقع على طريق الحرير إلى الفترة الأخمينية (من القرن السادس قبل الميلاد إلى القرن الرابع قبل الميلاد) أو إلى ما بعد ذلك. كانت ذروة نشاط القلعة في الفترة من القرن السابع إلى القرن الحادي عشر الميلاديين، حيث تقع على تقاطع الطرق التجارية الهامة المعروفة بتجارة الحرير والقطن.
في 26 كانون الأول (ديسمبر) 2003، دمرت القلعة بالكامل تقريباً بسبب زلزال بم (2003) مع باقي مدينة بم وضواحيها. بعد الزلزال بأيام، أعلن الرئيس الإيراني محمد خاتمي أنه سيتم إعادة بناء قلعة بم.

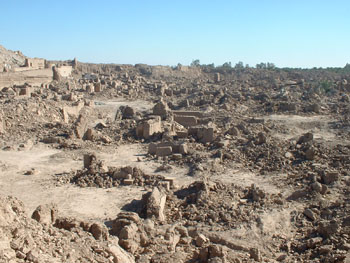
بم بعد الزلزال

## أبعادها
تبلغ مساحة قلعة بم حوالي 180,000 متر مربع وهي محاطة بجدران عملاقة يبلغ ارتفاعها من 6-7 أمتار، وطولها 1,815 أمتار. تتميز القلعة بوجود برجين كبيرين بالإضافة إلى حوالي 67 برج منتشرة في أرجاء المنطقة.

## تصميم القلعة وعمارتها
هناك وجهات نظر مختلفة حول تخطيط وعمارة القلعة، فمن النموذج الحالي للقلعة، يرى المرء أن المخططين تنبأوا بالشكل النهائي للمبنى والمدينة بأكملها من خطوات التخطيط الأولى. خلال كل مرحلة من مراحل تطور البناء كان الجزء المنتهي يبدو مكتملاً بحيث بدت الأجزاء التي يستمر اكتمالها وكأنها خيطت بالمباني السابقة بسلاسة.
تقع القلعة في وسط المدينة الحصن، حيث النقطة الأكثر اتساعاً لتوفر الأمان للموقع.
في معمارية القلعة، ثمة جزءان مميزان بصورة مختلفة:
- الجزء الذي يقع فيه مركز الحكام في أقصى المنطقة الداخلية المحاطة بالسور الذي يحفظ القلعة والثكنات والمطحنة وبئر الماء (المحفورة في الأرض الصخرية بعمق 40 متر) واسطبل يتسع لـ 400 رأس من الخيول.
- الجزء المحيط بمركز الحكام، ويتكون من المدخل الرئيسي للمدينة الحصن والبازار على طول المحور الممتد من الشمال إلى الجنوب (الذي يربط المدخل الرئيسي للقلعة) وحوالي 400 منزل بالمباني العامة (كالمدارس وأماكن الرياضة).

يمكن تمييز ثلاث أنواع للبيوت:
- بيوت صغيرة ذات غرفتين إلى ثلاث غرف، للعائلات الفقيرة.
- بيوت أكبر ذات 3-4 غرف للطبقة المتوسطة، كان لبعض هذه البيوت شرفات.
- بيوت فخمة ذات غرف عديدة وتطل على وجهات مختلفة لتكون ملائمة لمختلف فصول السنة، وتكون مزودة بساحات كبيرة وملحق بها اسطبلات للحيوانات. عدد هذا النوع من المنازل قليل في القلعة.

بنيت المباني كلها من طوب طيبي غير مشوٍ. كانت قلعة بم قبل زلزال 2003 أكبر هيكل مبني من الطين في العالم على الأرجح.
استخدمت القلعة كموقع رئيسي في فيلم [صحراء التتار] للمخرج فاليريو زورليني

## أمن وحماية المدينة
عندما كانت بوابة المدينة تغلق، لم يكن باستطاعة أي إنسان أو حيوان الدخول. كان باستطاعة السكان العيش في عزلة لفترة طويلة من الزمن، إذا كان بإمكانهم الوصول إلى البئر والبساتين، وتتوفر الحيوانات داخل المدينة أيضاً. عندما كانت المدينة تحاصر، كان باستطاعة السكان البقاء داخل أسوار المدينة المنيعة والأبراج العالية أثناء دفاع الجنود عنها.

## تكييف الهواء
إضافة إلى أبراج المراقبة وقمم الأسوار العالية المزخرفة، تميّزت المدينة باستخدام الملقف (يعرف بالفارسية bādgir بالبادگير). وهي هياكل بارزة في المباني تلتقط الهواء وتوجهه إلى داخل المباني. أحياناً يمر الهواء فوق أحواض ماء في المبنى لتبريده وتصفيته من الغبار. استخدمت أنواع مختلفة من أبراج الرياح لأنواع المباني المختلفة. على سبيل المثال، هناك أبراج رياح ذات أربعة اتجاهات للمباني الكبيرة والأكثر أهمية، وهي قادرة على التقاط الرياح من الاتجاهات المختلفة، بينما استخدمت أبراج ذات اتجاه واحد للمباني الأصغر.

## زلزال 2003
طالع زلزال بم (2003)

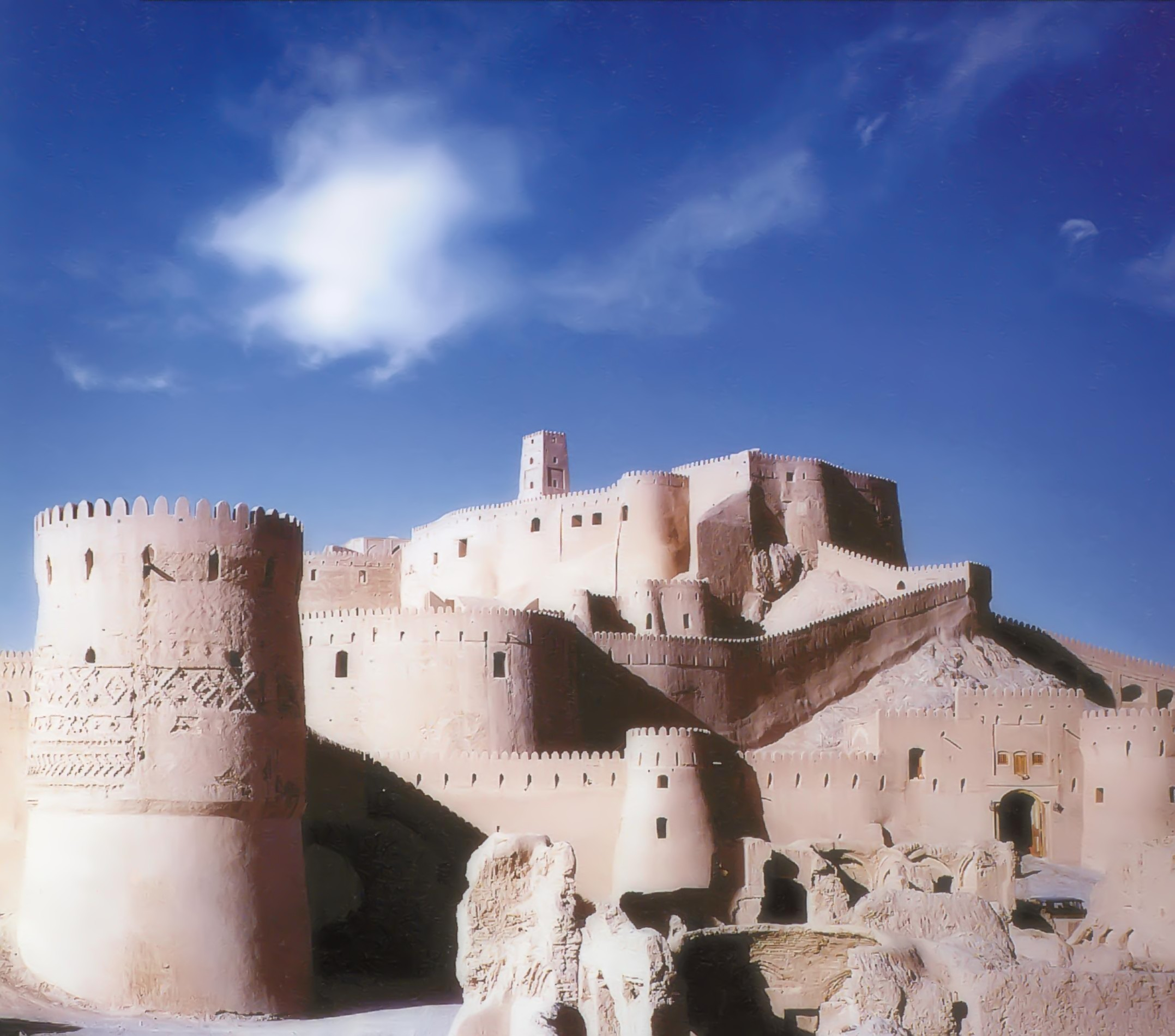
قلعة بام عراد

دمر الزلزال الذي ضرب مدينة بم عام 2003 أكثر من 80% من القلعة. كونها إحدى مواقع التراث العالمي فإن العديد من الدول أبدت استعدادها للمساعدة في إعادة الإعمار، منها اليابان وإيطاليا وفرنسا. قدمت اليابان منحة لإيران مقدارها 1.3 مليون دولار أمريكي لإعادة الإعمار ودعمت مشروعها بإرسال المعدات وإنشاء خطة ثلاثية الأبعاد للقلعة لزيادة دقة التجديد. كما قدمت إيطاليا مبلغ 300000 دولار أمريكي وأرسلت فريقاً من الخبراء لإعادة بناء البرج الرئيسي للقلعة. أما البنك الدولي فقد قدم مبلغاً كبيراً من المال للمشروع.

## وصلات خارجية
- بم ومشهدها الثقافي (قائمة التراث العالمي)
- موقع قلعة بم مع صور
- The Bam Citadel / ARGE BAM - *** فيلم وثائقي باللغة الإنجليزية
- مقالة صحفية: «جمال ضائع في بم»
- صور قلعة بم
- المزيد من صور القلعة نسخة محفوظة 14 مايو 2017 على موقع واي باك مشين.
- منظمة التراث الثقافي في إيران
- موقع منظمة التراث الثقافي في إيران - صور إعادة الإعمار